# 武田京子 (評論家)
武田 京子（たけだ きょうこ、旧姓：矢野、1933年7月25日 - ）は、日本の女性問題評論家。

## 経歴
山口県山口市に生まれ、宮崎県西都市で育つ。1957年、お茶の水女子大学文教育学部を卒業して、出版業界に入り、以降、小学館、主婦の友社、国土社で、編集などの経験を積む。
1970年代前半から、「主婦問題研究家」という肩書きを用いて講演や評論活動を行い、1975年の「国際婦人年」を契機とした女性の社会参加への関心の高まりの中で、市川房枝、樋口恵子、俵萌子、吉武輝子、田中寿美子、中島通子らが世話人となった「国際婦人年をきっかけとして行動を起こす女たちの会」の事務局を担った。
1976年に独立し、以降、主婦業、親子関係、夫婦関係、女性の老後問題などをテーマとする女性問題評論家として活動し、講師として早稲田大学の教壇にも立った。
2004年、自らが編集長を務める高齢者向けの季刊誌『しにあ』を創刊した。

## おもな著書

### 単著
- 主婦からの自立、汐文社、1981年
- 生きる力をのばす子育て、汐文社、1985年
  - 増訂改題版：子どもを伸ばす5つの魔法、成美堂出版（成美文庫）、2001年
- 老女はなぜ家族に殺されるのか：家族介護殺人事件、ミネルヴァ書房、1994年
- わが子をいじめてしまう母親たち：育児ストレスからキレるとき、ミネルヴァ書房、1998年
- 生き方を迷ってしまう女たち：いま悩んでいるあなたに贈る20章、ミネルヴァ書房、2003年

### 共編著
- （木村榮、田中喜美子との共編著）主婦はつくられる、汐文社、1983年